# Maldición de los Braganza

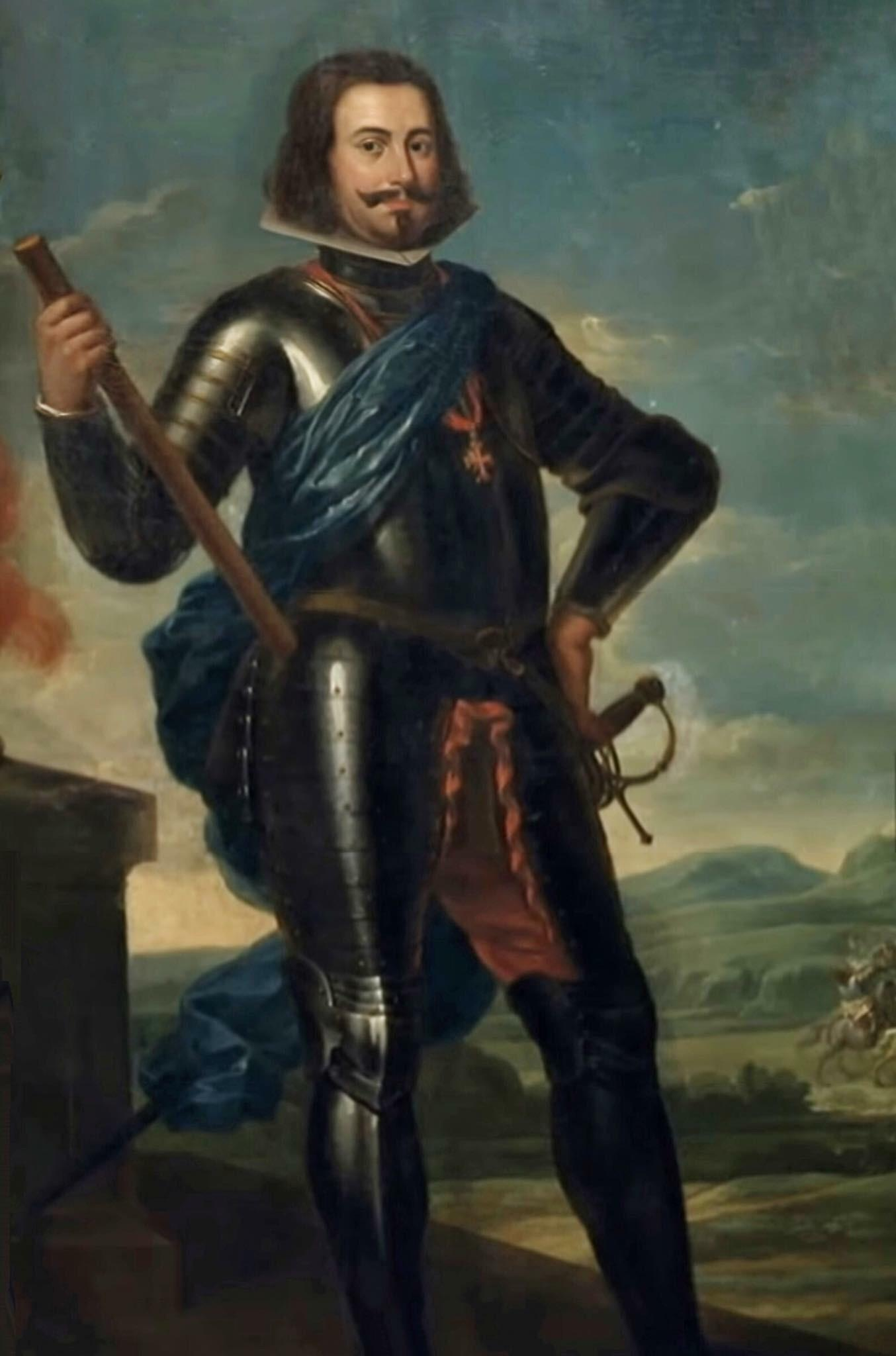
El rey Juan IV de Portugal

La Maldición de los Braganzas es un mito, citado en diversas crónicas acerca de la antigua familia reinante del Imperio de Brasil
y del Reino de Portugal y, por lo tanto, también del Imperio Portugués. 
La "maldición" se habría iniciado durante el reinado de Juan IV de Portugal, en el siglo XVII, cuando el monarca agredió a un fraile franciscano después de que éste le pidiera limosna. En respuesta, el fraile pidió a Dios que le enviara una plaga al rey, diciendo que jamás un primogénito varón de la familia de los Braganza viviría lo suficiente como para llegar al trono.
De hecho, a partir de entonces, todos los primogénitos varones de la dinastía fallecieron antes de reinar.
Un siglo después de la maldición, el rey Juan VI de Portugal y su esposa Carlota Joaquina de Borbón, intentaron revertirla realizando visitas anuales a los monasterios franciscanos de Lisboa y de Río de Janeiro, sin obtener resultado alguno. Coincidentemente, con raras excepciones, los primogénitos varones de la rama real de la Casa de Braganza dejaron de fallecer cuando la familia perdió el trono tanto en Portugal como en Brasil.

## Supuestas víctimas

### En Portugal
- Teodosio III de Braganza (1634 - 1653). Primogénito de Juan IV de Portugal, fallecido con 19 años de edad. Dejó la sucesión de la corona a su hermano Alfonso VI de Portugal, el cual, falleciendo sin descendientes directos, legó la corona a su hermano Pedro II de Portugal.
- Juan de Braganza. Primer príncipe de este nombre, primogénito de Pedro II de Portugal, abrió camino al trono para el segundo Juan, que reinó como Juan V de Portugal.
- Pedro de Braganza. Primer hijo varón de Juan V de Portugal, fue el hermano mayor de José I de Portugal. Éste solo tuvo hijas, de las cuales María I de Portugal, la primogénita, asumió el trono.
- José de Braganza. Primogénito varón de María I de Portugal y de Pedro III de Portugal, legando la sucesión de la corona al futuro Juan VI de Portugal.
- Francisco Antonio de Braganza. Primogénito varón de Juan VI de Portugal, falleció con seis años, legando la sucesión al futuro Pedro I de Brasil y IV de Portugal.
- Miguel de Braganza. Primogénito varón de Pedro IV, legando la sucesión de la corona a María II en Portugal y a Pedro II en Brasil.
- Luis Felipe de Braganza. Hijo primogénito de Carlos I de Portugal, asesinado junto a su padre, el 1 de febrero de 1908. El crimen precipitó la caída de la monarquía portuguesa, el 5 de octubre de 1910.

### En Brasil
- Miguel de Braganza. Primogénito de Pedro I, legando la sucesión al trono a Pedro II para el trono brasileño y a su hermana María de la Gloria para el trono portugués.

La maldición continuó surtiendo efecto incluso después de la separación de los tronos de Brasil y de Portugal (1822):
- Alfonso de Brasil. Hijo primogénito de Pedro II, que falleció en 1845 con menos de dos años de edad, legando la sucesión a su hermana Isabel. Muchos historiadores apuntan a la falta de un heredero varón como una de las causas de la caída de la monarquía en Brasil.

## Curiosidades
- Como consecuencia de la maldición, todos los primogénitos que fallecieron a lo largo del reinado de la Casa de Braganza en Brasil fueron sepultados en el Monasterio de San Antonio, de la Orden Franciscana, como si fueran ofrecidos como símbolo de arrepentimiento por la agresión de su antepasado.
- Los hijos primogénitos de las relaciones extraconyugales de Pedro I de Brasil también sufrieron esta maldición. Fue el caso de su primer hijo varón con la Marquesa de Santos, nacido muerto, y de Pedro, hijo que tuvo con Noémi Thierry y que falleció antes de cumplir el año. También con la uruguaya María del Carmen García tuvo un hijo nacido muerto.
- A pesar de que la maldición mencionaba a los primogénitos varones, algunas hijas primogénitas también fueron "víctimas" de esa infeliz coincidencia. Tal fue el caso de Luisa Victoria, hija primogénita de Isabel de Brasil, princesa imperial de Brasil, natimorta en el año 1874. Se puede considerar lo mismo para María Amelia de Braganza, hija primogénita de Pedro con su segunda esposa, Amelia de Beauharnais. La princesa falleció a los 21 años, de tuberculosis, estando ya prometida con el futuro emperador Maximiliano I de México.

### Excepciones
- Pedro V de Portugal, hijo primogénito de la reina María II de Portugal, consagrándose rey a los 16 años, en 1853. No obstante, falleció en 1861 de fiebre tifoidea, legando la corona a su hermano Luis I de Portugal.
- Carlos I de Portugal, hijo primogénito de Luis I, siendo asesinado juntamente con su hijo primogénito, Felipe, en el año 1908.
- Pedro Augusto de Sajonia-Coburgo y Braganza, hijo primogénito de Leopoldina de Braganza, princesa imperial, hasta que doña Isabel dio a luz un hijo. A pesar de haberse librado de la maldición, el "príncipe maldito" desarrolló una enfermedad psicótica e intentó suicidarse, falleció en un psiquiátrico de Viena en el año 1934, a los sesenta y ocho años.

### Post-monarquía
- Aunque el hijo primogénito de doña Isabel de Brasil, Pedro de Alcántara de Orleans-Braganza, no llegó a fallecer de forma prematura, renunció a sus derechos dinásticos. Su hermano, Luis Felipe de Orleans-Braganza fue nombrado príncipe imperial de Brasil, pero no pudo ascender a la condición de emperador de jure, pues falleció poco tiempo después como consecuencia de un grave reumatismo óseo contraído en las trincheras de la Primera Guerra Mundial. Así pues, el título de jefe de la casa imperial de Brasil pasó a manos del primogénito de éste, Pedro Enrique de Orleans-Braganza.
- En relación con los descendientes del rey Carlos I de Portugal, aunque el príncipe heredero fue asesinado junto a su padre, y el rey Manuel II de Portugal tuvo una muerte súbita en el exilio, su hermanastra María Pía de Sajonia-Coburgo Braganza falleció de causas naturales a una edad avanzada.
- Pedro Luis de Orleans-Braganza, hijo primogénito de Antonio Juan de Orleans-Braganza, desapareció en el Océano Atlántico como consecuencia de accidente del Vuelo 447 de Air France, el 31 de mayo de 2009.

- Datos: Q10323306